# Phyllidiella zeylanica
Phyllidiella zeylanica es una especie de babosa marina, un nudibranquio dórido, un molusco gasterópodo marino sin concha de la familia Phyllidiidae.

## Distribución
Esta especie fue documentada por primera vez en Sri Lanka. Se encuentra en todo el océano Índico tropical, donde se encuentra desde África oriental hasta Java.

## Descripción
Phyllidiella zeylanica se caracteriza por sus numerosas crestas rosadas, muy tuberculadas, que se curvan para unirse anterior y posteriormente (pero pueden estar interrumpidas), su planta del pie pálida y sus tentáculos orales triangulares oscuros. Se diferencia de Phyllidiella pustulosa en que no posee crestas, y de Phyllidiella rosans, que posee crestas redondeadas relativamente lisas (muy tuberculadas en P. zeylanica). En ejemplares de tamaño similar, el clavus rinoforal de P. zeylanica posee menos láminas que P. rosans.